# Edwardstone
Edwardstone es una pueblo y un parroquia civil del distrito de Babergh, en el condado de Suffolk (Inglaterra). La parroquia incluye Mill Green, Priory Green, Round Maple y Sherbourne Street. Según el censo de 2011, Edwardstone tenía 352 habitantes. Está listado en el Domesday Book como Eduardestuna.